# Julehits
Julehits er en CD med julesange, forskellige musikere. Udkom 8. november 2010. Julehits er efterfølgeren til Danske Filmhits og Flere Filmhits.

## Spor
| Nr. | Medvirkende Stjerner        | Sang                                     | Original Sang                            | Dansk oversættelse                             |
| --- | --------------------------- | ---------------------------------------- | ---------------------------------------- | ---------------------------------------------- |
| 01  | Nicolas Bro                 | "Når Du Ser Et Stjerneskud"              | "When You Wish Upon A Star"              | Mogens Dam                                     |
| 02  | Iben Hjejle                 | "Julemanden Er Kommet Til Byen"          | "Santa Claus Is Coming To Town"          | Gustav Winckler                                |
| 03  | Paprika Steen               | "Jeg Så Julemanden Kysse Mor"            |                                          |                                                |
| 04  | Sonja Richter & Troels Lyby | "Luften Er Kold I Nat"                   | "Baby It's Cold Outside"                 | Arvid Müller                                   |
| 05  | Nikolaj Steen               | "Glædelig Jul"                           | "The Christmas Song"                     | Gustav Winckler                                |
| 06  | Kim Bodnia                  | "Vinterhvidt Vidunderland"               | "Winter Wonderland"                      | Gustav Winckler                                |
| 07  | Troels Lyby                 | "Lad Det Sne"                            | "Let Is Snow"                            | Calle Sand                                     |
| 08  | Trine Dyrholm               | "Hvid Vinter"                            | "White Christmas"                        | Niels Jørgen Steen og Jørgen Hartmann-Petersen |
| 09  | Iben Hjejle & Rasmus Bjerg  | "Skal Vi Klippe Vore Julehjerter Sammen" |                                          |                                                |
| 10  | Stine Stengade              | "Den Bedste Juleaften"                   | "Have Yourself A Merry Little Christmas" | Keld & Hilda Heick                             |
| 11  | Lars Brygmann               | "Bjældeklang"                            | "Jingle Bells"                           | Otto Leisner                                   |
| 12  | Bonus Track                 | "Glade Jul" (instrumental)               | "Stille Nacht, Heilige Nacht"            | B.S. Ingemann                                  |

## Credits

### Indspillet i
- STC Studio, teknik: Anders Hviid
- Happy Road Studio, teknik: Nikolaj Steen
- DR Byens studie 2 & 3, teknik: Lars Bruun
- Arrangementer: Peter Jensen

Produeret af Nikolaj Steen.